# 빌 폴크스
윌리엄 앤서니 "빌" 폴크스(영어: William Anthony "Bill" Foulkes, 1932년 1월 5일 ~ 2013년 11월 25일)는 잉글랜드의 전 축구 선수이자 축구 감독이었으며, 선수 시절 포지션은 센터-하프였다. 그는 688회 출장 기록으로 라이언 긱스, 보비 찰턴, 폴 스콜스 다음인 4번째로 맨체스터 유나이티드 최다 출장 기록을 가지고 있으며, 1952년 12월 13일 18살의 나이로 리버풀 FC와의 경기에서 첫 프로 데뷔전을 가진 이후로 18년 동안 맨유의 일원으로 활동하였다. 뮌헨 비행기 참사에서의 생존자이며, 앨버트 스캔런, 해리 그레그, 케니 모건스, 보비 찰턴 등의 선수들과 같이 맷 버즈비의 아이들 (Busby Babes)로 불리면서 맨유를 이끌었던 인물이다.

## 수상

### 클럽
맨체스터 유나이티드
- 1부 리그 (4): 1955–56, 1956–57, 1964–65, 1966–67
- FA 컵 (1): 1962–63
- 유러피언 컵 (1): 1967–68
- 채리티 실드 (4): 1956, 1957, 1965, 1967